# Neumannova (Prachatice)
Neumannova je ulice v Prachaticích situované v městské památkové rezervaci na silniční parcele 1511/19. V ulici je  25 čísel popisných.Její začátek tvoří křižovatka s  Horní a  Klášterní ulicí a končí křižovatkou s ulicí  Dolní brána.Současný název ulice nese od roku 1990 na počet prachatického rodáka svatého  Jana Nepomuka Neumanna.

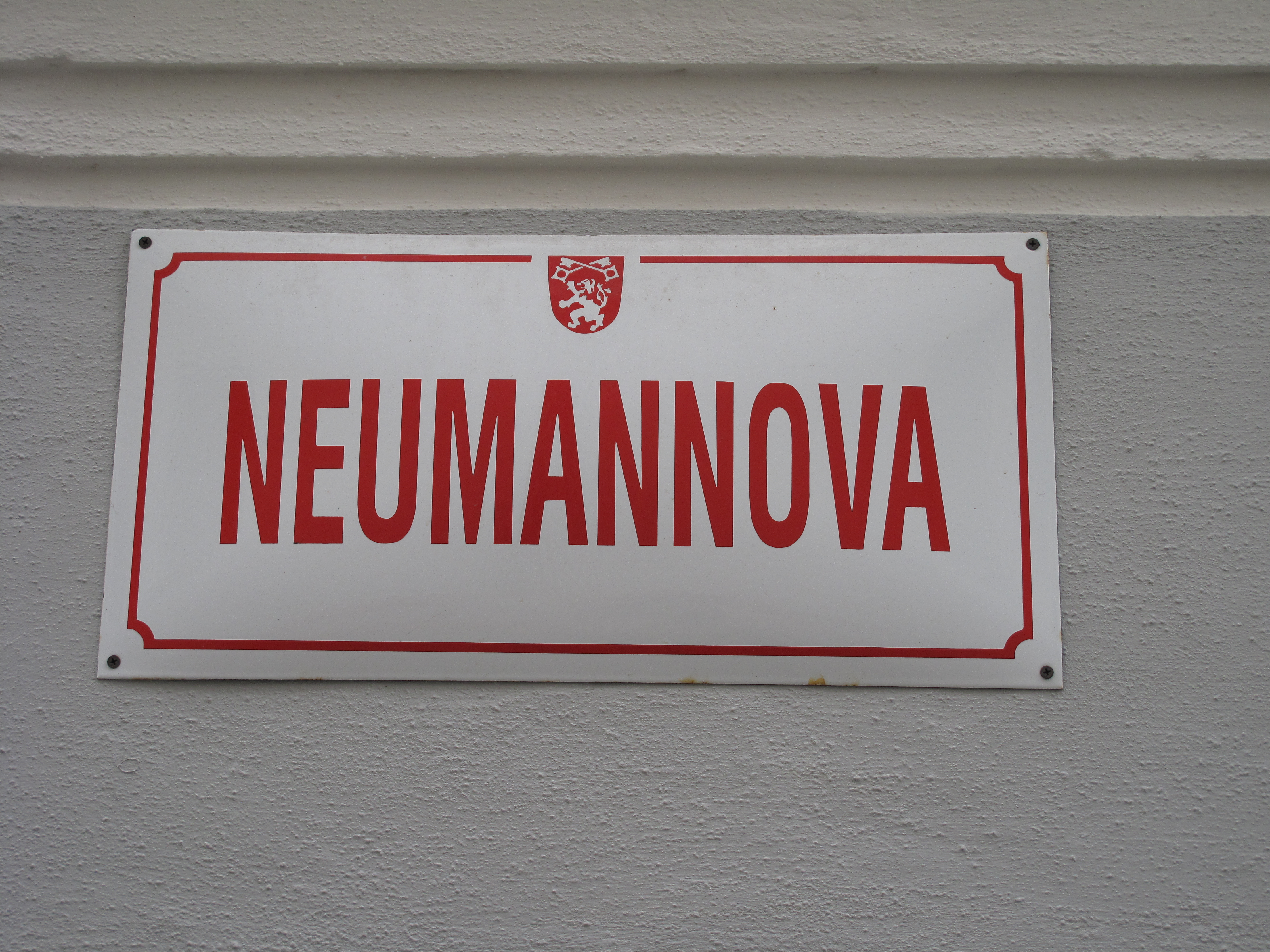
Označení Neumannovy ulice v Prachaticích

## Historie a popis
Ulice vznikala již při zakládání města na konci 13. století a její poloha a historie je spojena s Horní ulicí,která vedla po obvodu města od bývalé Horní brány (též Pasovské brány) podél městského opevnění k Dolní bráně.Situace v místě dnešní ulice je zachycena na mapách druhého vojenského mapování, které byly dokončeny v roce 1852 a na mapách třetího vojenského mapováníTakto ulici zachycuje též plán Prachatic z roku 1837.Vyznačena je i na mapách vymezujících prachatickou městskou památkovou rezervaci.

## Název ulice
První záznamy o této ulici jsou z roku 1894 a je v nich uveden název Neumann Gasse. Po roce 1918 je součástí Horní (německy Obere Gasse) a s tímto názvem je zanesena katastrálních mapách. Neoficiálně se jí však stále říkalo Neumann Gasse či česky Neumannova ulice. S tímto názvem se setkáváme např. v Marešově a Sedláčkově Soupisu památek z roku 1913. V letech 1938 – 1945 se vrací pouze německý názav Obere Gasse,. Po roce 1945 se opět ustaluje český název Horní. V roce 1990 bylo rozhodnuto ulici pojmenovat po prachatickém rodáku a světci Janu Nepomuku Neumannovi (a tak se jmenuje až do současnosti).

## Architektonický a urbanistický význam Horní ulice
Neumannova ulice v Prachaticích tvoří významnou součást uliční sítě městské památkové rezervace.Je hmotným dokladem  středověké zástavby Prachatic, kdy její domy přiléhaly k městskému opevnění. Archivními dokumenty je prokázáno, že původně název Horní nesla i část Dlouhé ulice. Od roku 1990 je úsek původní Horní ulice přejmenován na jako Neumannova ulice. Od roku 1981 tvoří spolu s Horní ulicí také východní a jihovýchodní hranici Městské památkové rezervace Prachatice.Archivní výzkum v kontextu historie centra městaa stavebně historický průzkum ukazují vývoj historického jádra od 15. do 20. století. V ulici se dochovaly domy, jejichž fasády jsou zdobeny nejvýznamnějšími renesančními freskami a sgrafity ve městě, zejména čp. 147, čp. 148 Některé původně renesanční budovy však byly demolovány a nahrazeny novou výstavou na konci 19. století jako např. čp. 144Na starších snímcích můžeme sledovat vzhled domu čp. 161 nebo 136 (?156)a č.p. 134.Významným dokladem o urbanistickém vývoji města je návaznost Horní ulice na monumentální domy na Velkém náměstí, jejichž zadní trakty jsou do Neumannovy ulice obráceny, zejména monumentální Knížecí dům, Národní dům a Sitrův dům.Významnou informací o životě ve městě je i vývoj českého a německého názvu ulice v národnostně smíšených Prachaticích. Dějiny ulice a jejích domů jsou též příspěvkem k  dějinám Prachatic a jejich místopisu.16 domů v Neumannově  ulici (z 25) je zapsáno v Ústředním seznamu kulturních památek. Pro historii prachatické památkové péče je Neumannova ulice (stejně jako Horní) významná tím, že zde již od 70. let probíhala rozsáhlejší obnova jednotlivých domů. V roce 2010 byla realizována zásadní rekonstrukce.Významnou památkou v Neumannově ulici je rodný dům svatého Jana Nepomuckého Neumanna Neumanneum. V ulici je v čp. 183 služební vchod do Prachatického muzea.

### Domy v Horní  ulici zapsané v Ústřední seznam kulturních památek
V Horní ulici jsou evidovány tyto nemovité kulturní památkyzapsané v Ústředním seznamu kulturních památek:
- Neumannova čp. 156 (Prachatice)
- Neumannova čp. 161 (Prachatice)
- Neumannova čp. 143 (Prachatice)
- Neumannova čp. 167 (Prachatice)
- Neumannova čp. 152 (Prachatice)
- Neumannova čp. 157 (Prachatice)
- Neumannova čp. 162 (Prachatice)
- Neumannova čp. 145 (Prachatice)
- Neumannova čp. 18 (Prachatice)
- Neumannova čp. 142 Neumanneum
- Neumannova čp. 151 (Prachatice)
- Neumannova čp. 146 (Prachatice)
- Neumannova čp. 147 (Prachatice)
- Neumannova čp. 148 (Prachatice)
- Neumannova čp. 149 (Prachatice)
- Neumannova čp. 156 (Prachatice)
- Neumannova čp. 154 (Prachatice)

## Galerie

### Mapy centra a Neumannovy

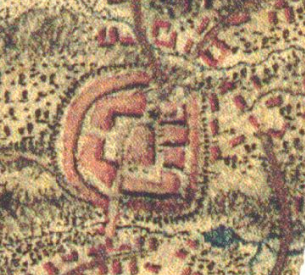
Prachatice na mapách prvního vojenského mapování (1764–1783)
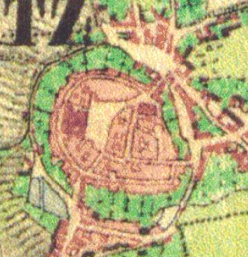
Prachatice na mapách druhého vojenského mapování (1836–1852)

### Pohledy do Neumannovy ulice

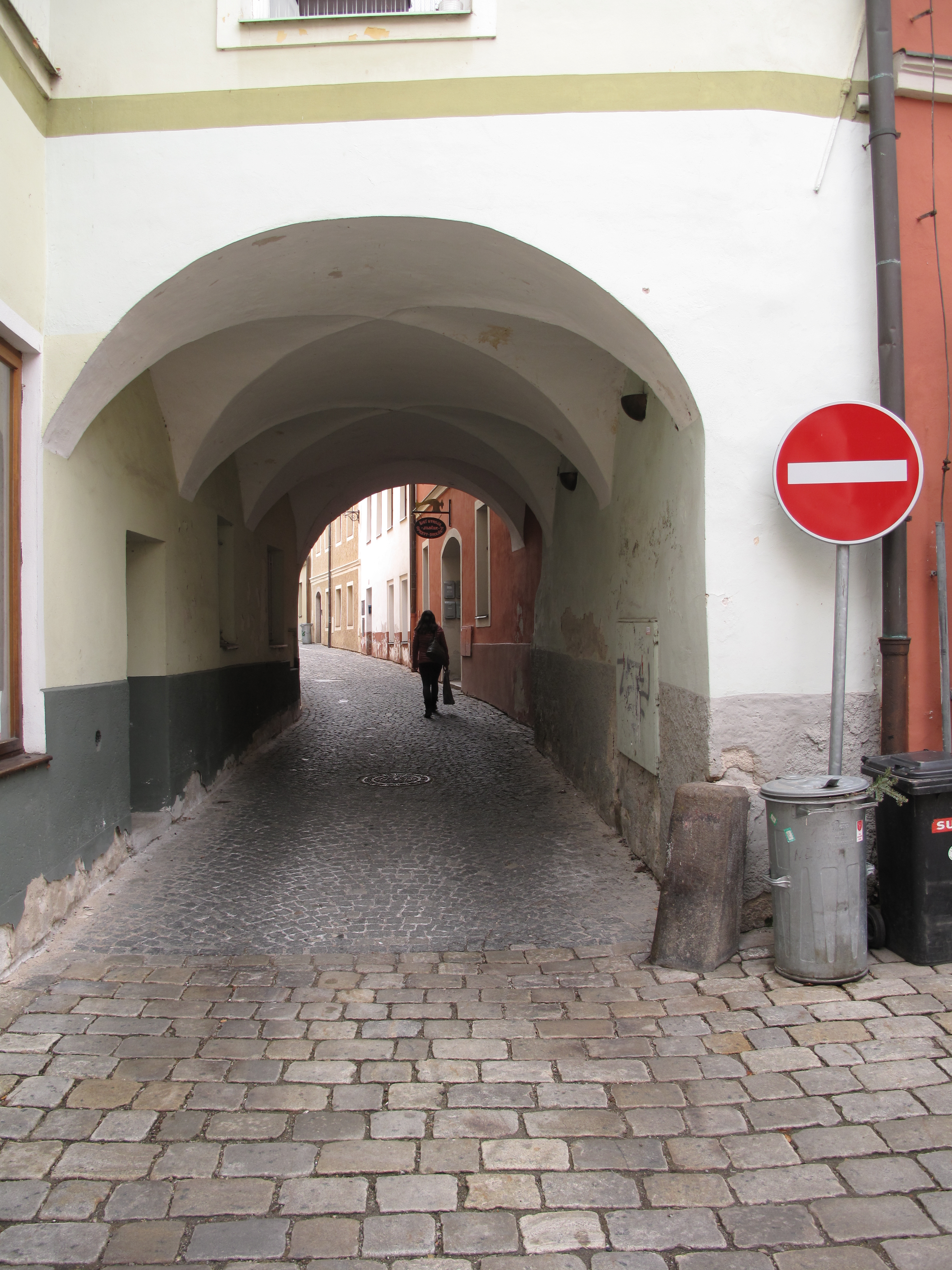
Neumannova ulice v Prachaticích – celkový pohled
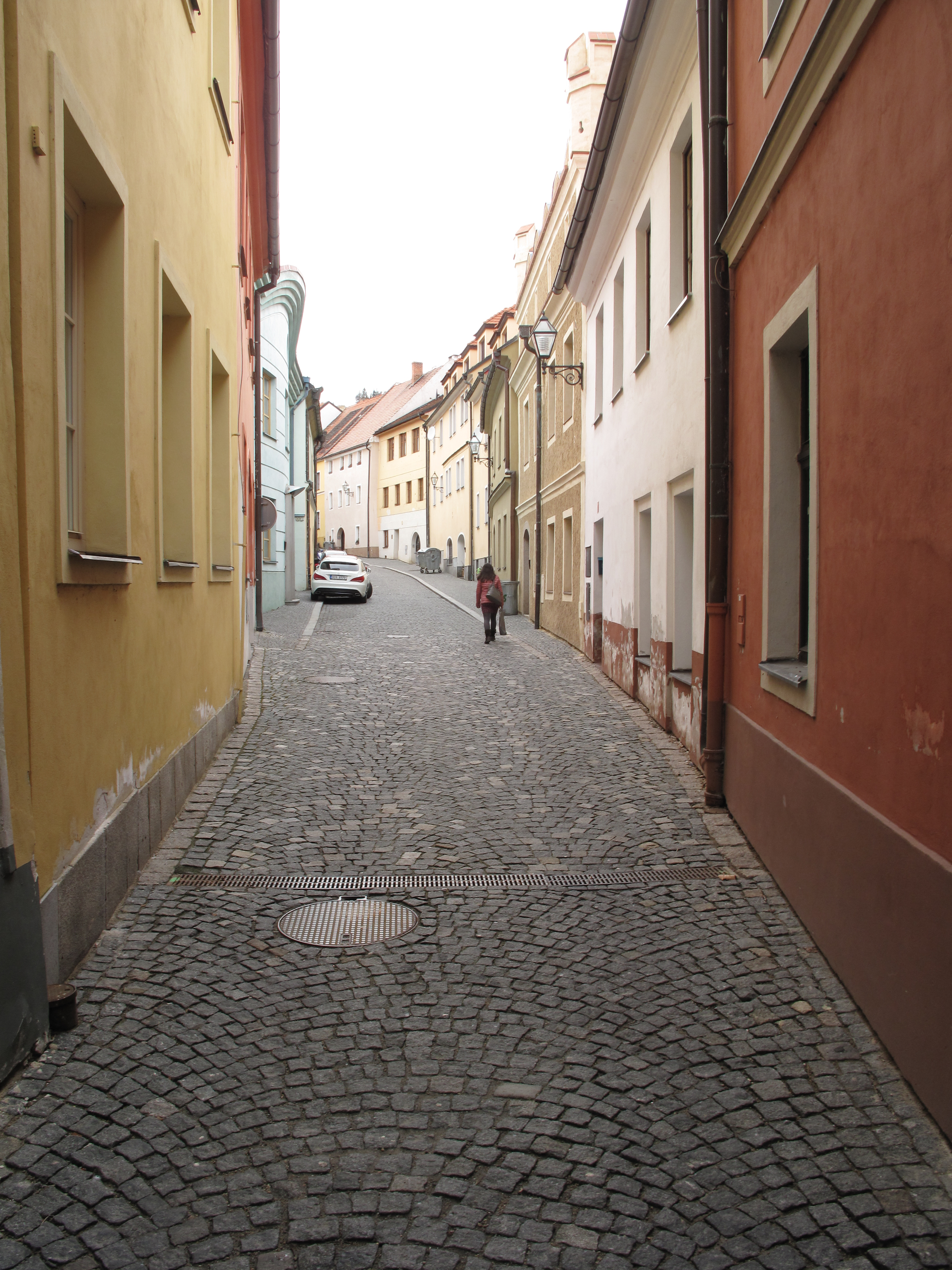
Neumannova ulice v Prachaticích – celkový pohled
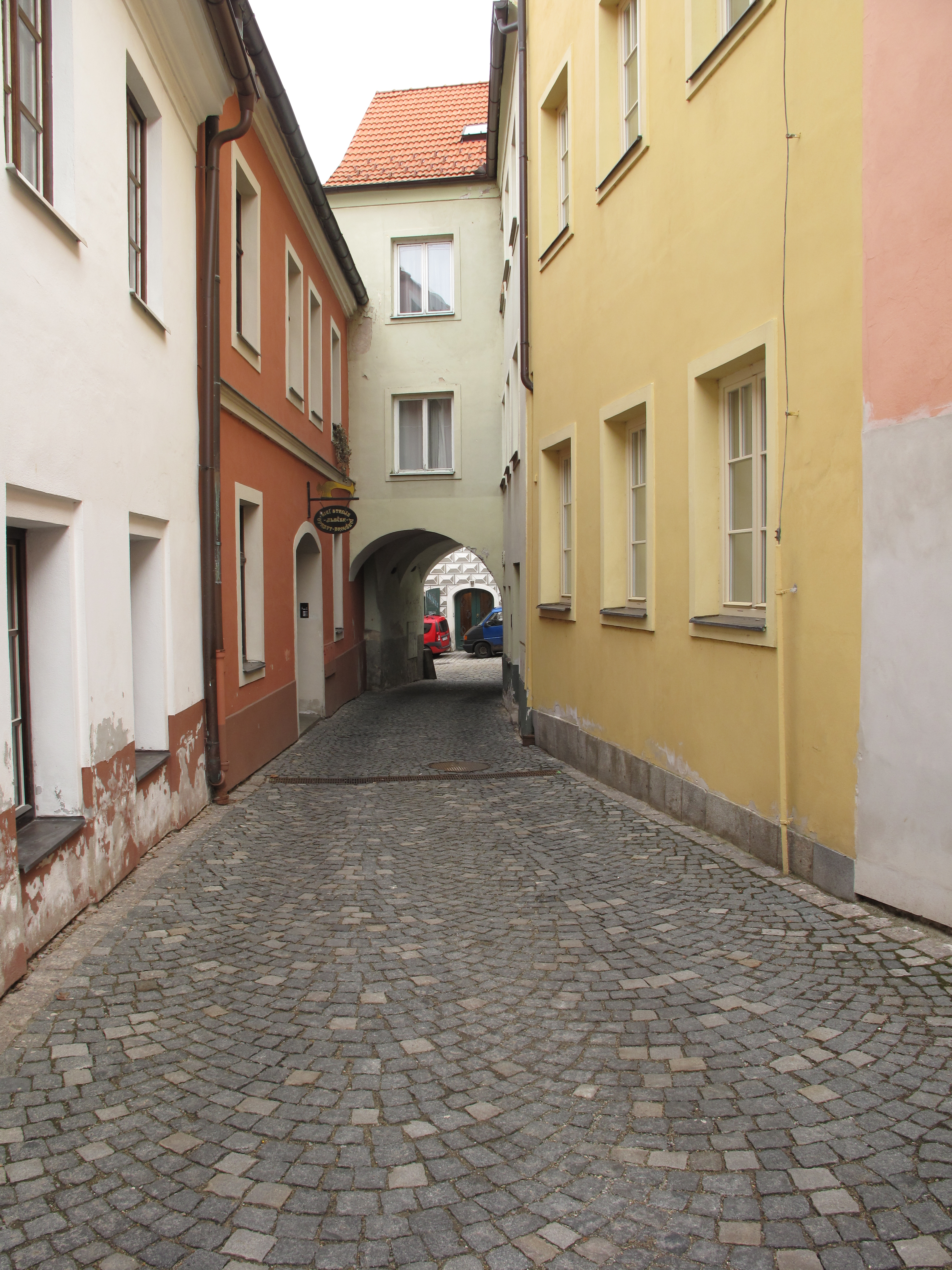
Neumannova ulice v Prachaticích – celkový pohled
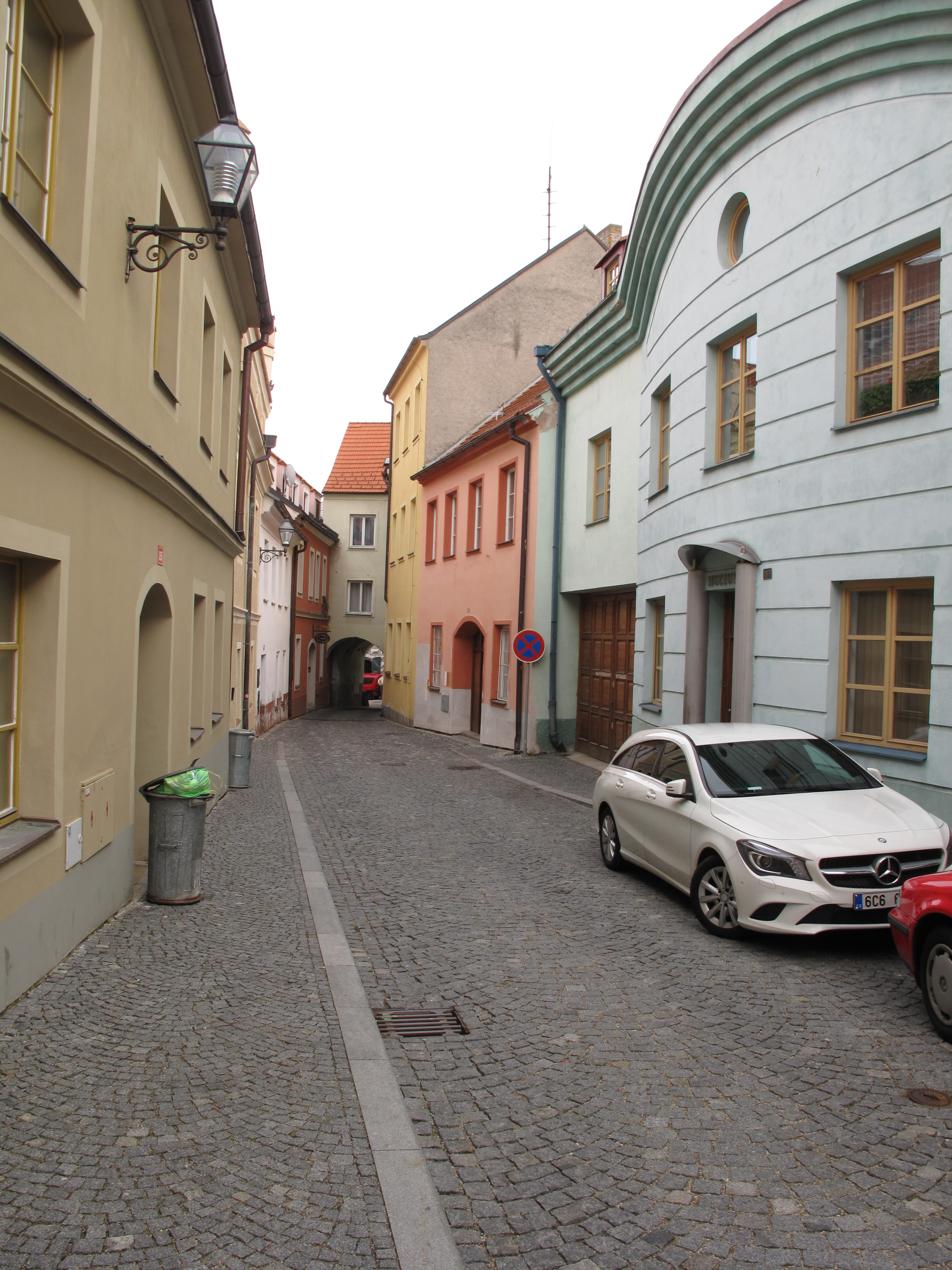
Neumannova ulice v Prachaticích – celkový pohled
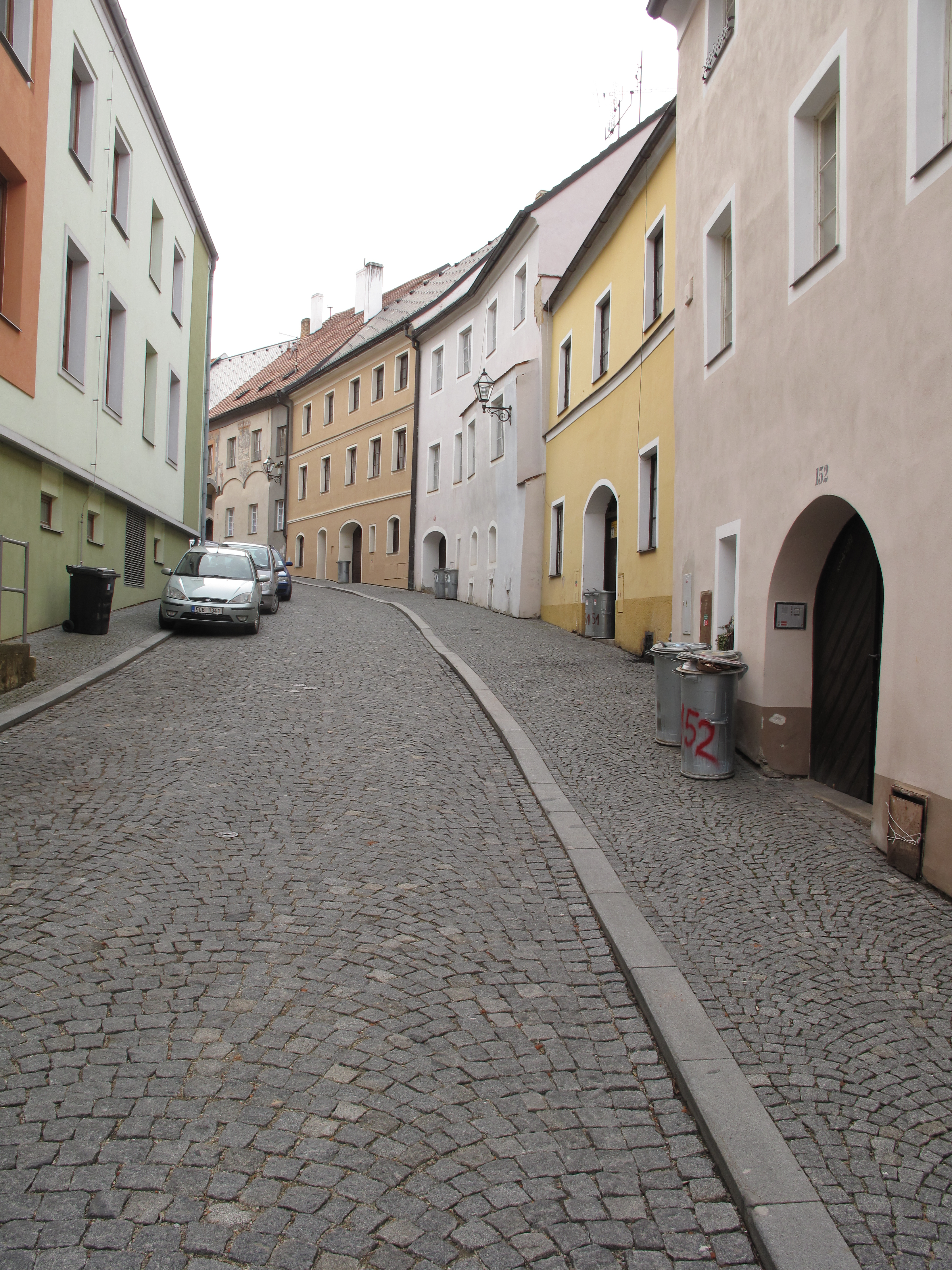
Neumannova ulice v Prachaticích – celkový pohled
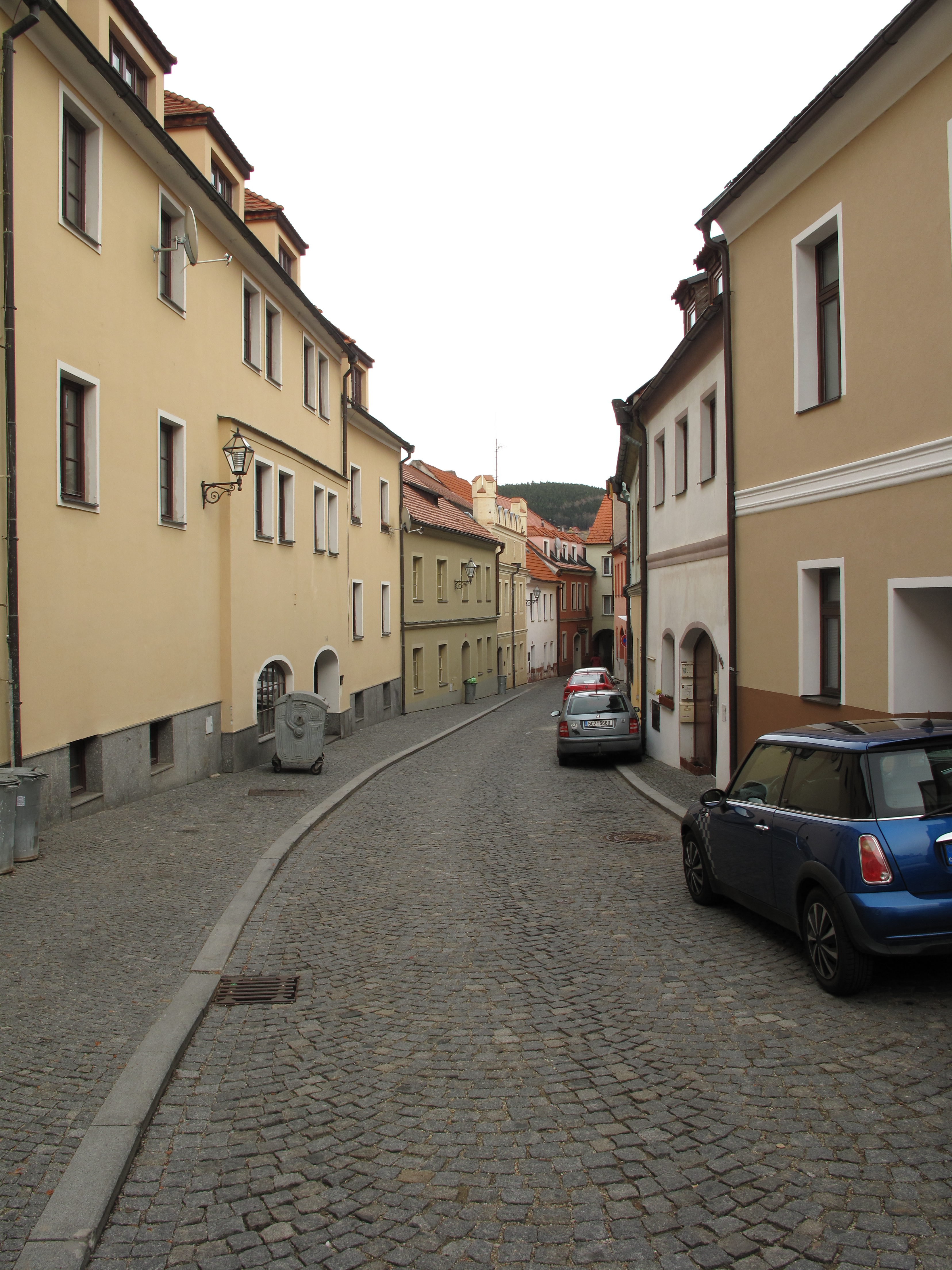
Neumannova ulice v Prachaticích – celkový pohled
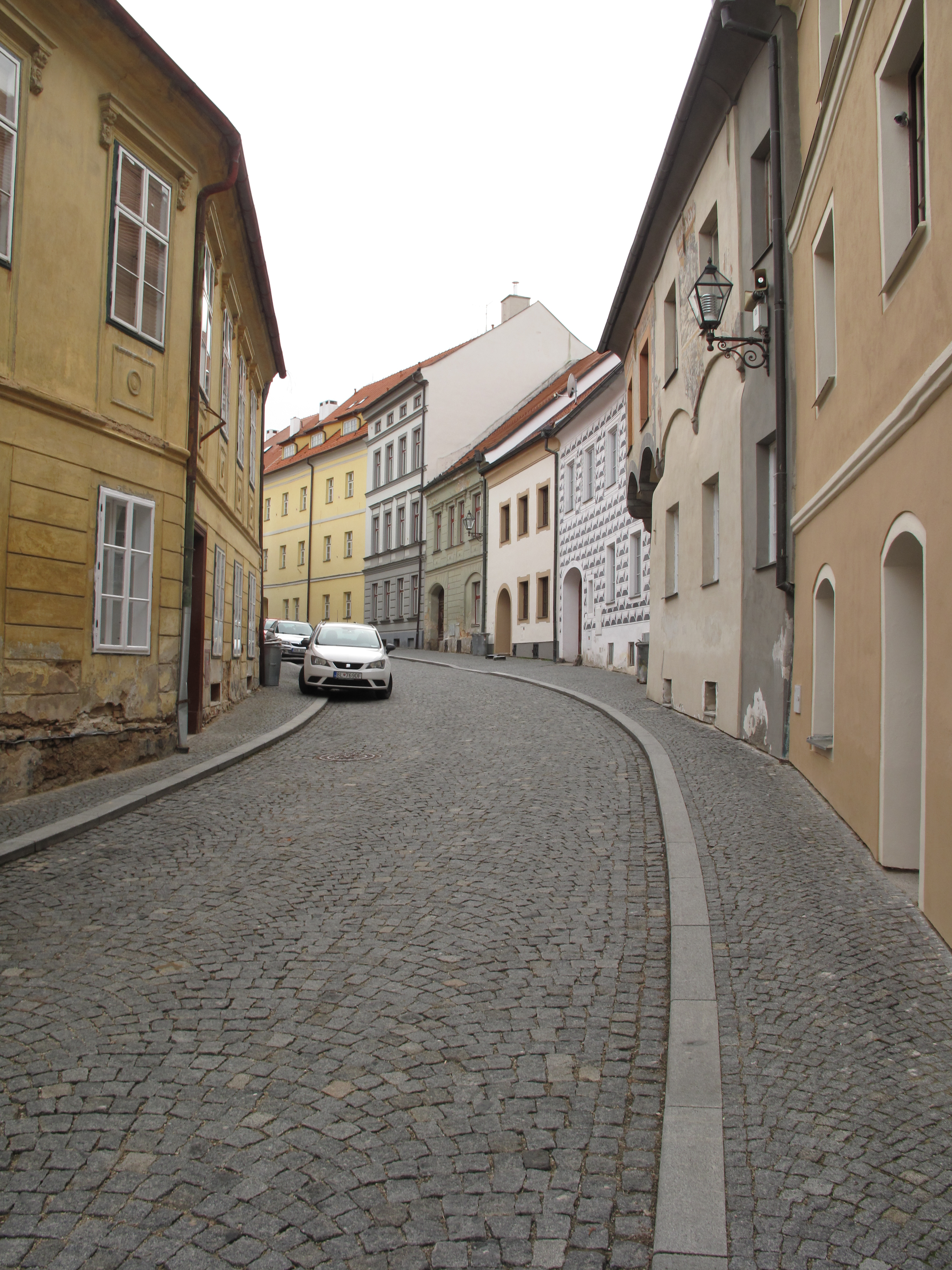
Neumannova ulice v Prachaticích – celkový pohled
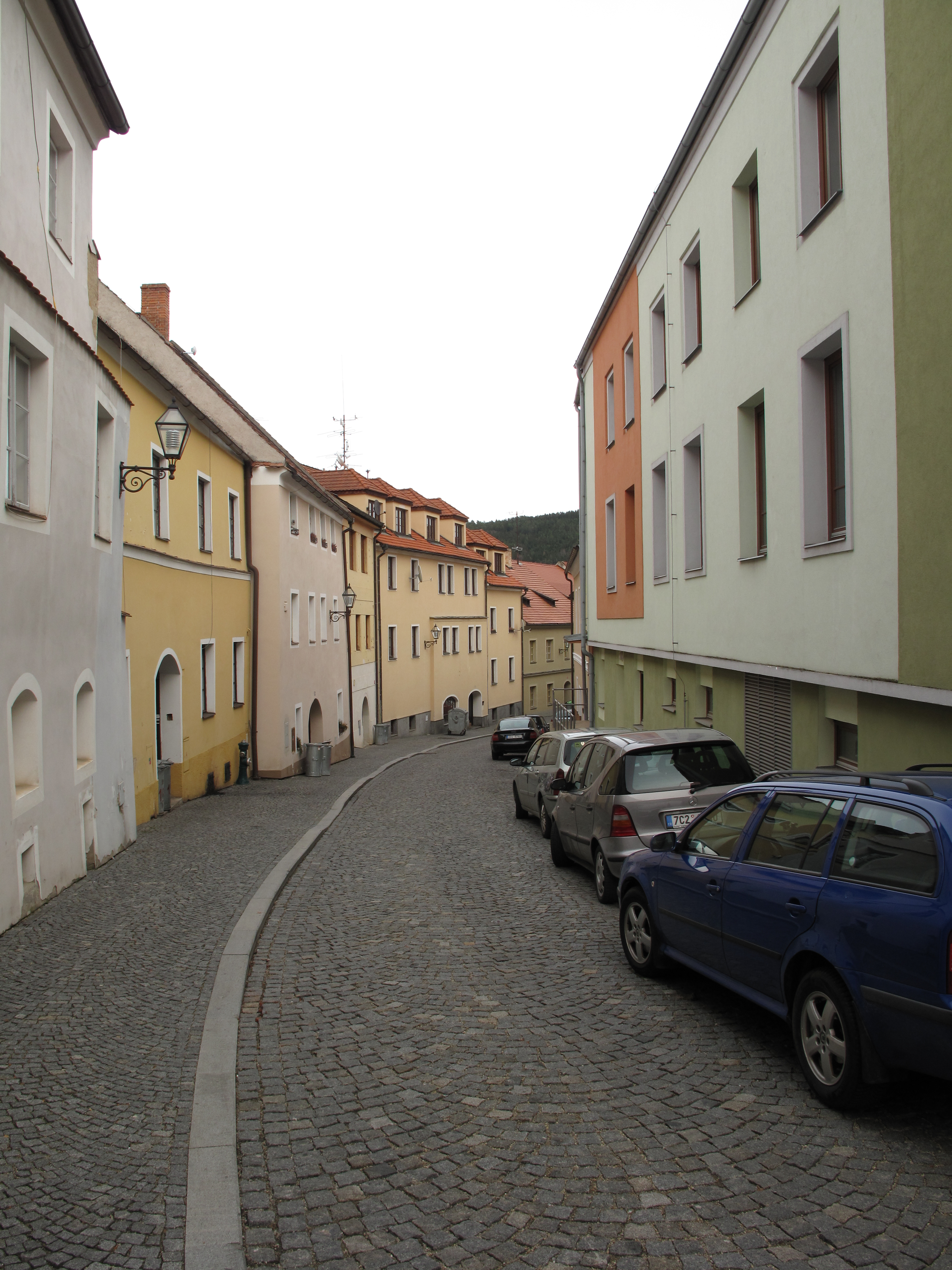
Neumannova ulice v Prachaticích – celkový pohled
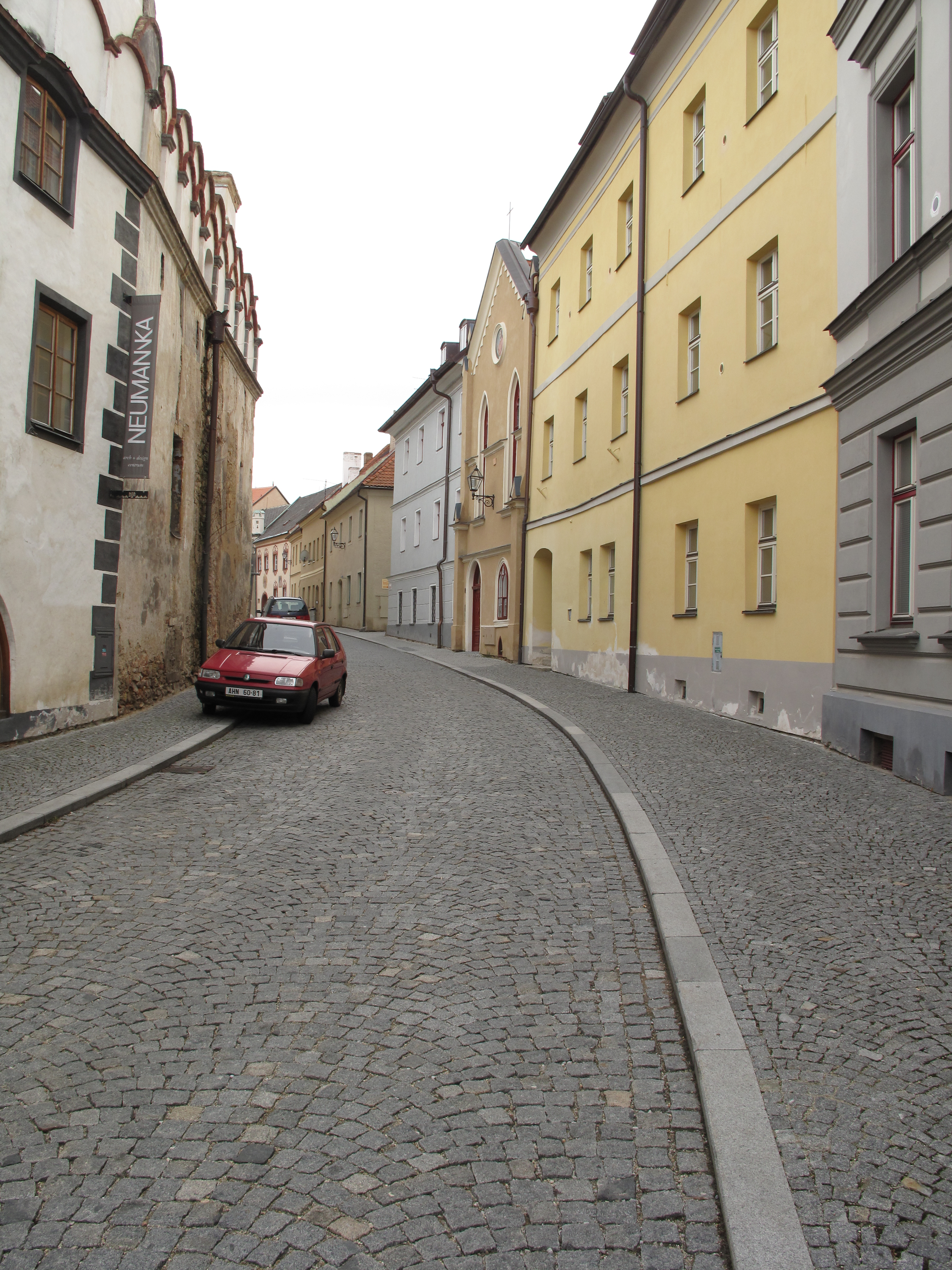
Neumannova ulice v Prachaticích – celkový pohled
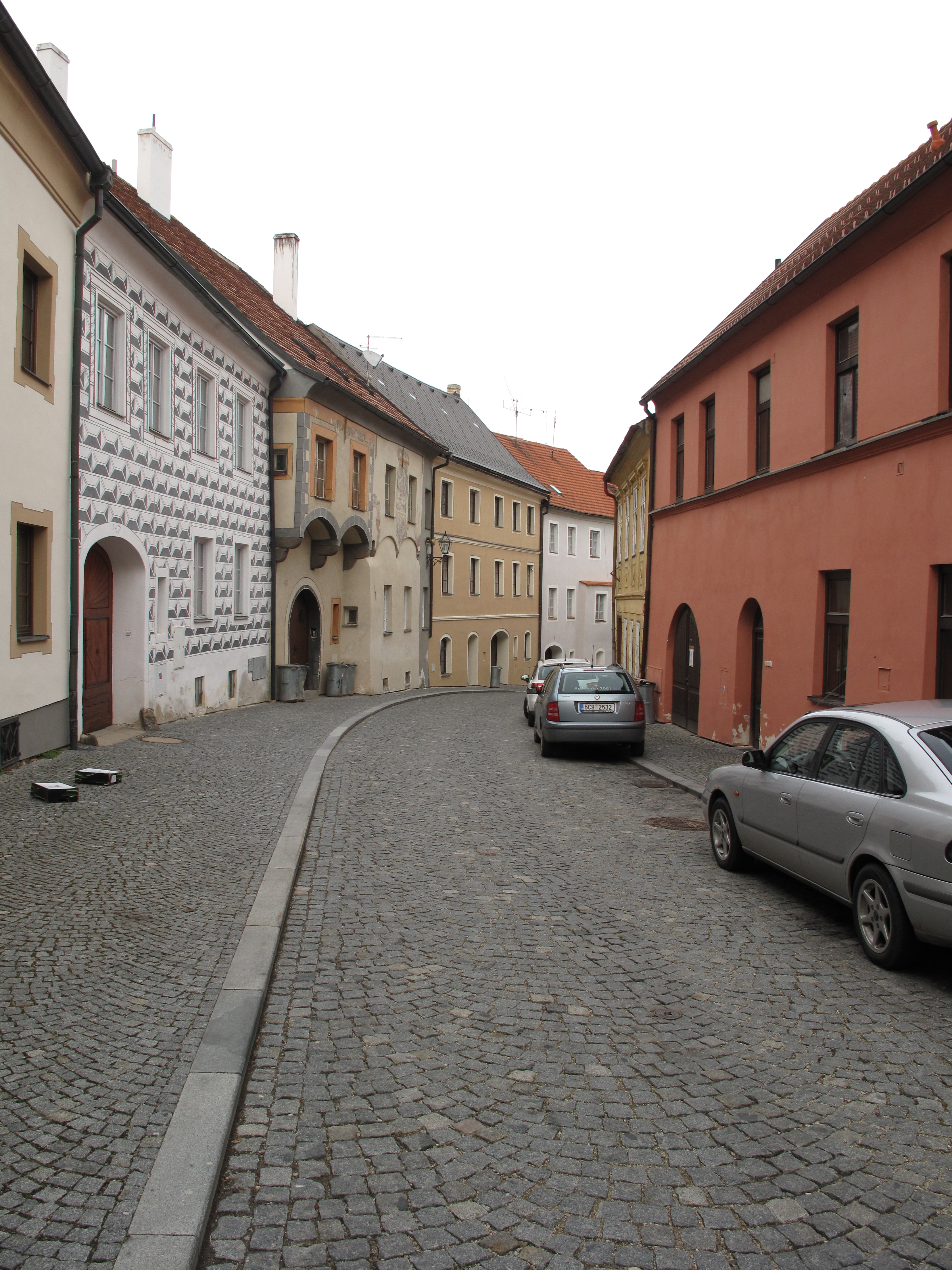
Neumannova ulice v Prachaticích – celkový pohled
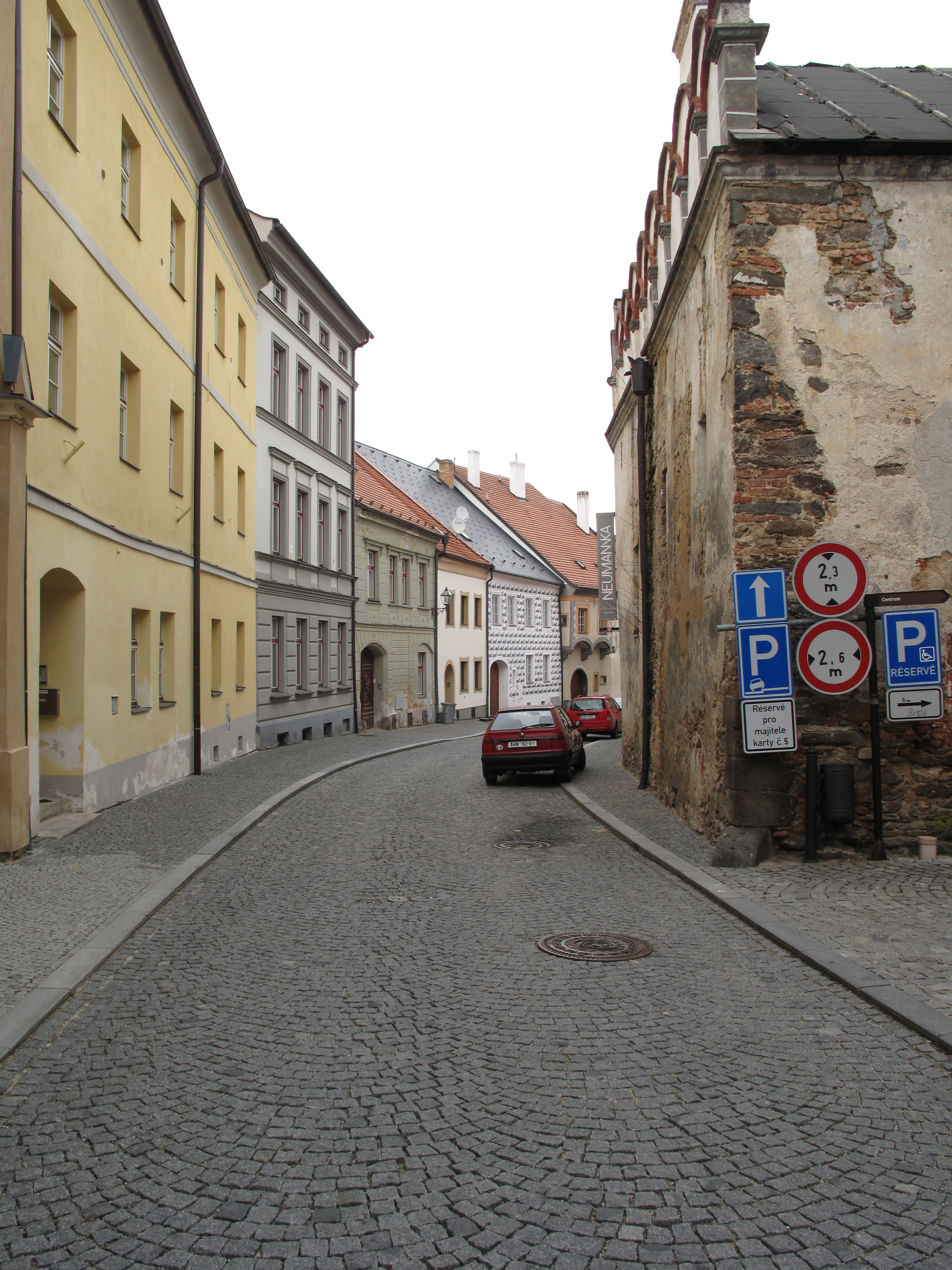
Neumannova ulice v Prachaticích – celkový pohled
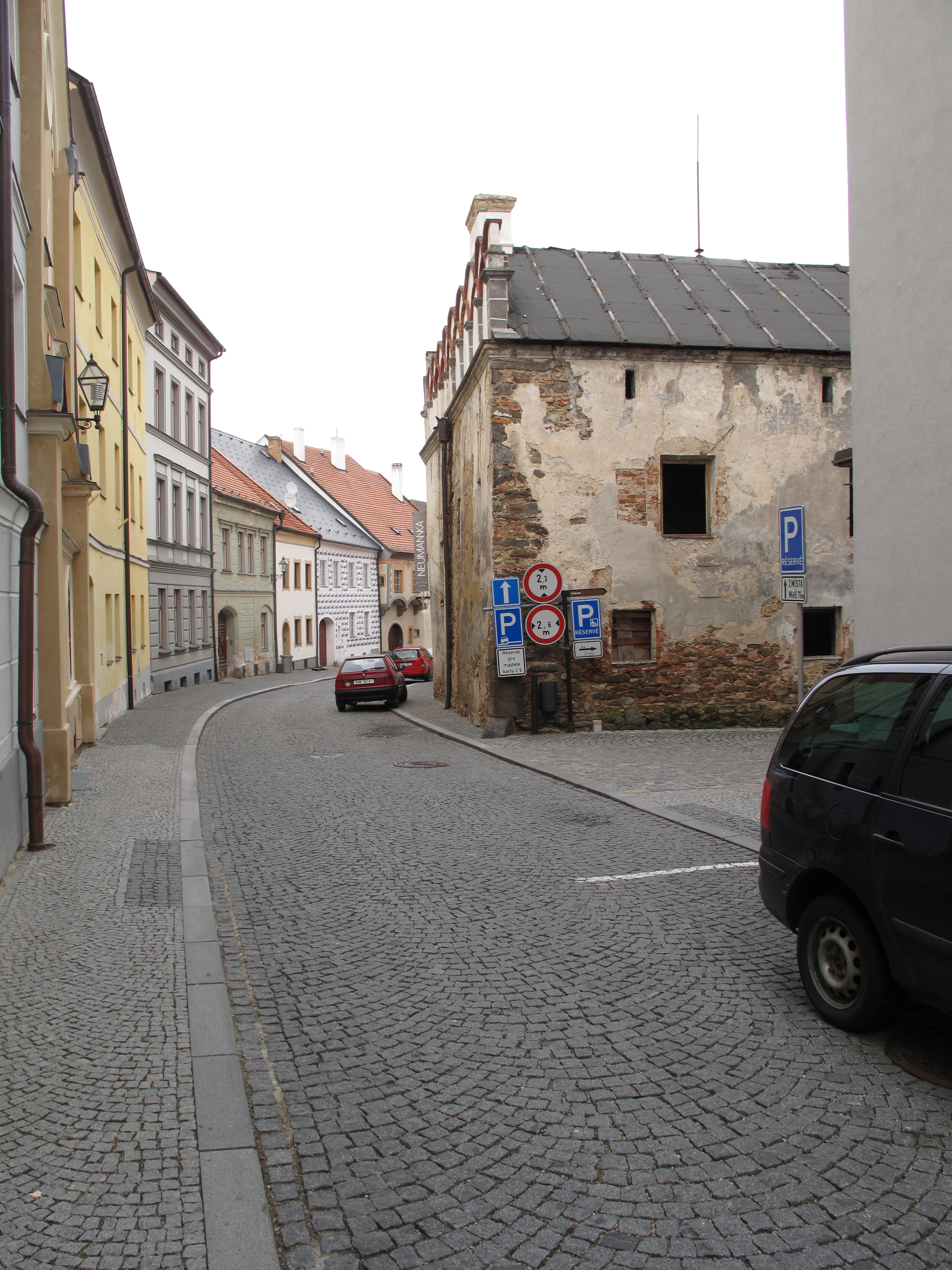
Neumannova ulice v Prachaticích – celkový pohled
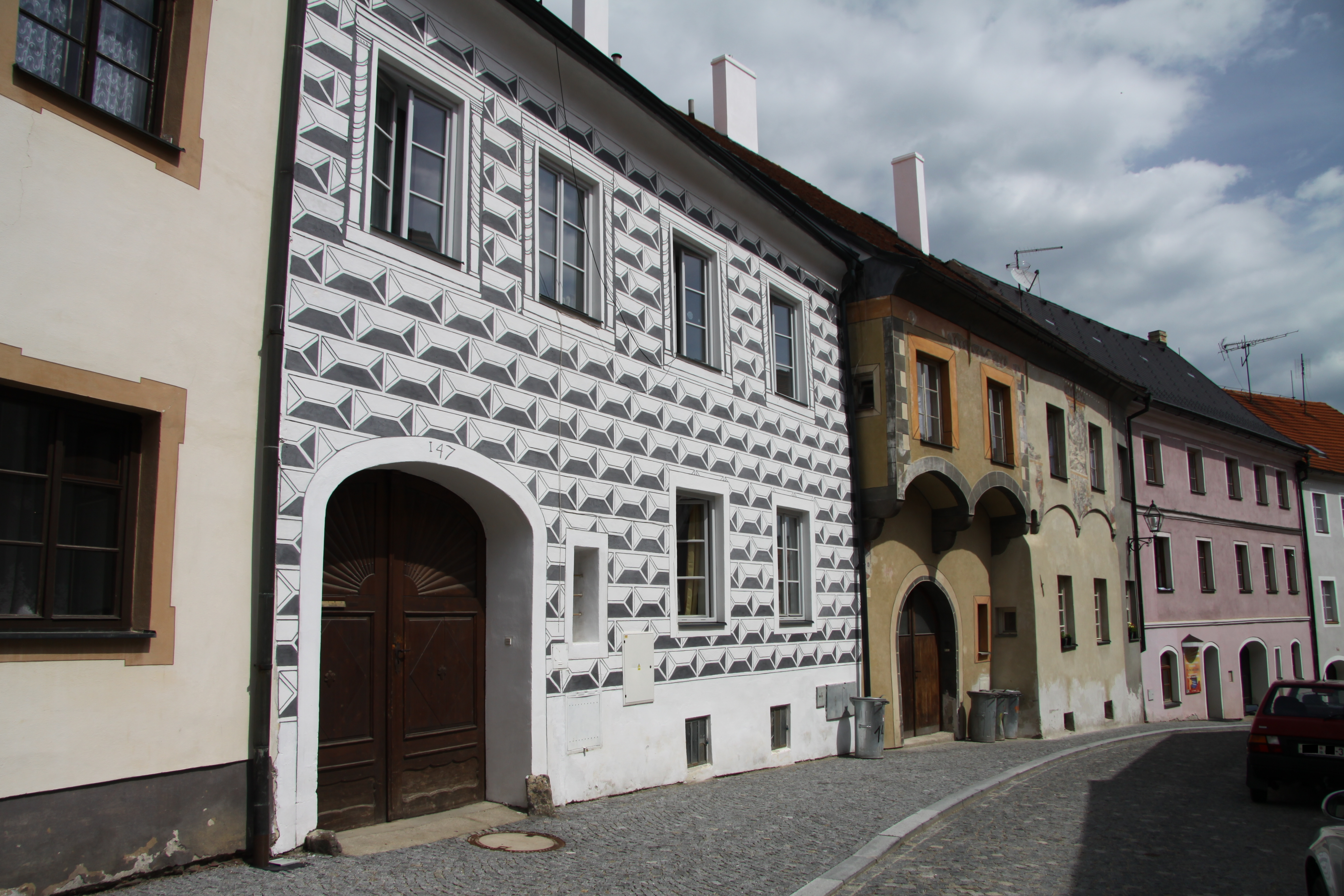
Neumannova ulice v Prachaticích – celkový pohled

### Detaily Neumannovy ulice

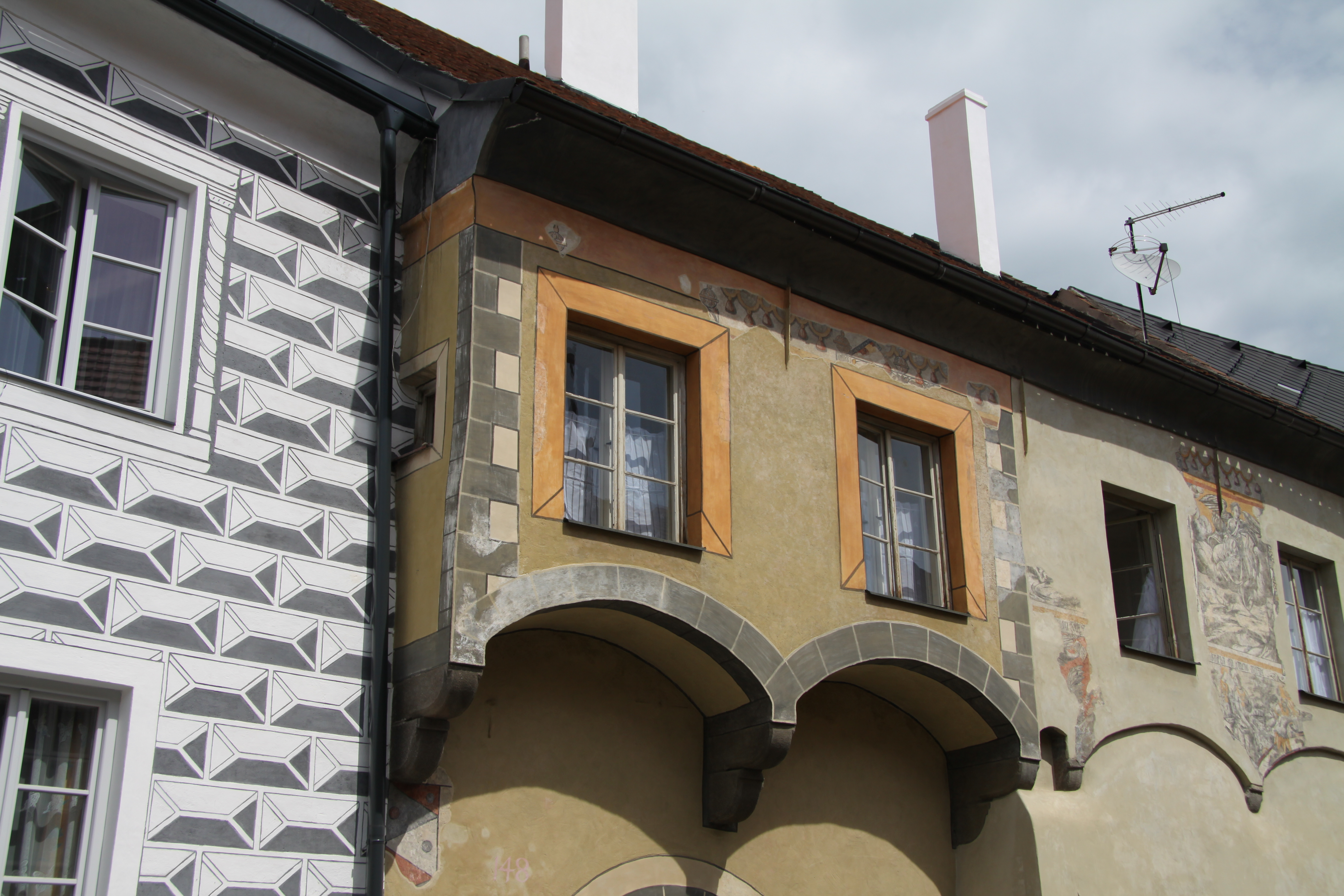
Neumannova ulice v Prachaticích – detail
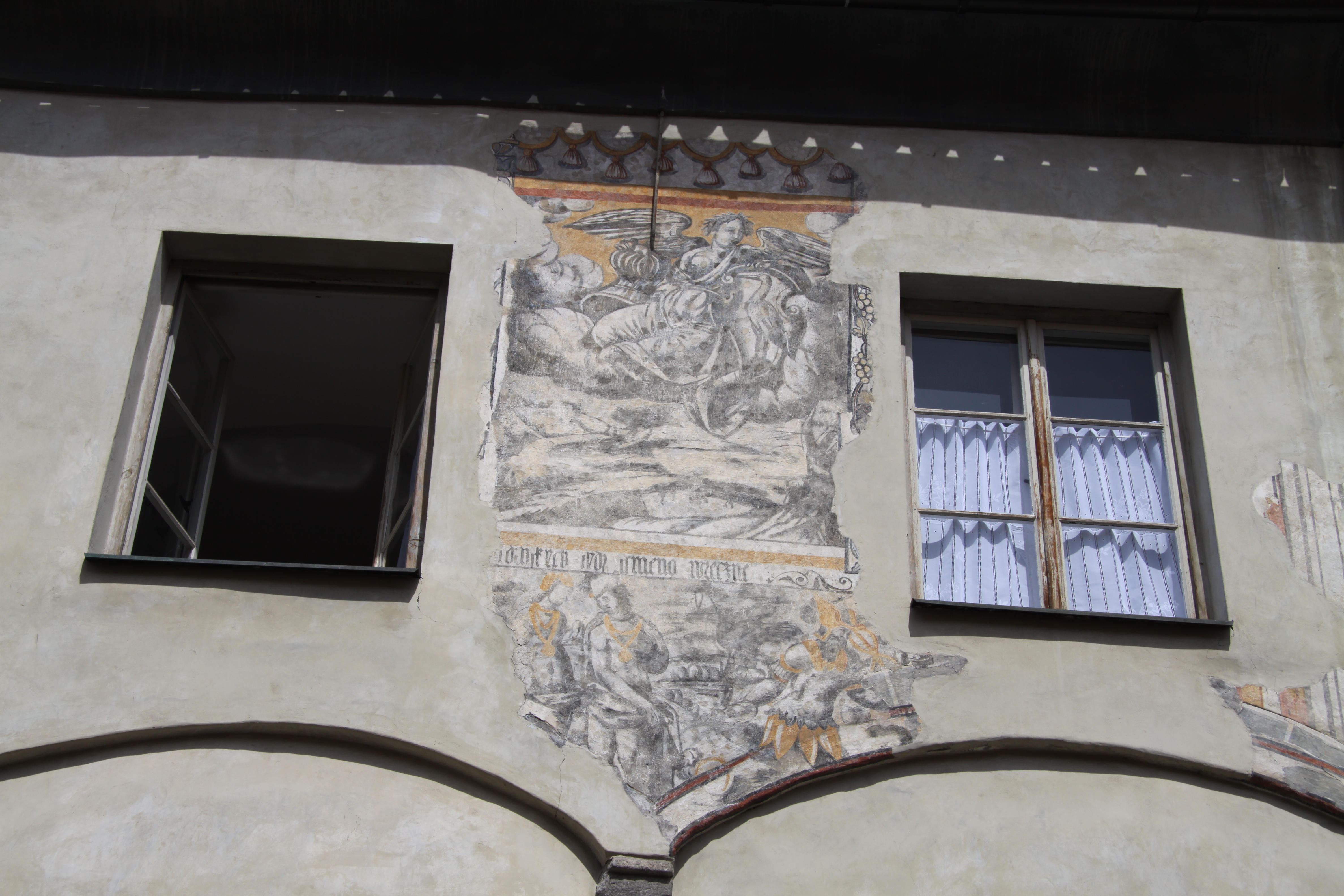
Neumannova ulice v Prachaticích – detail
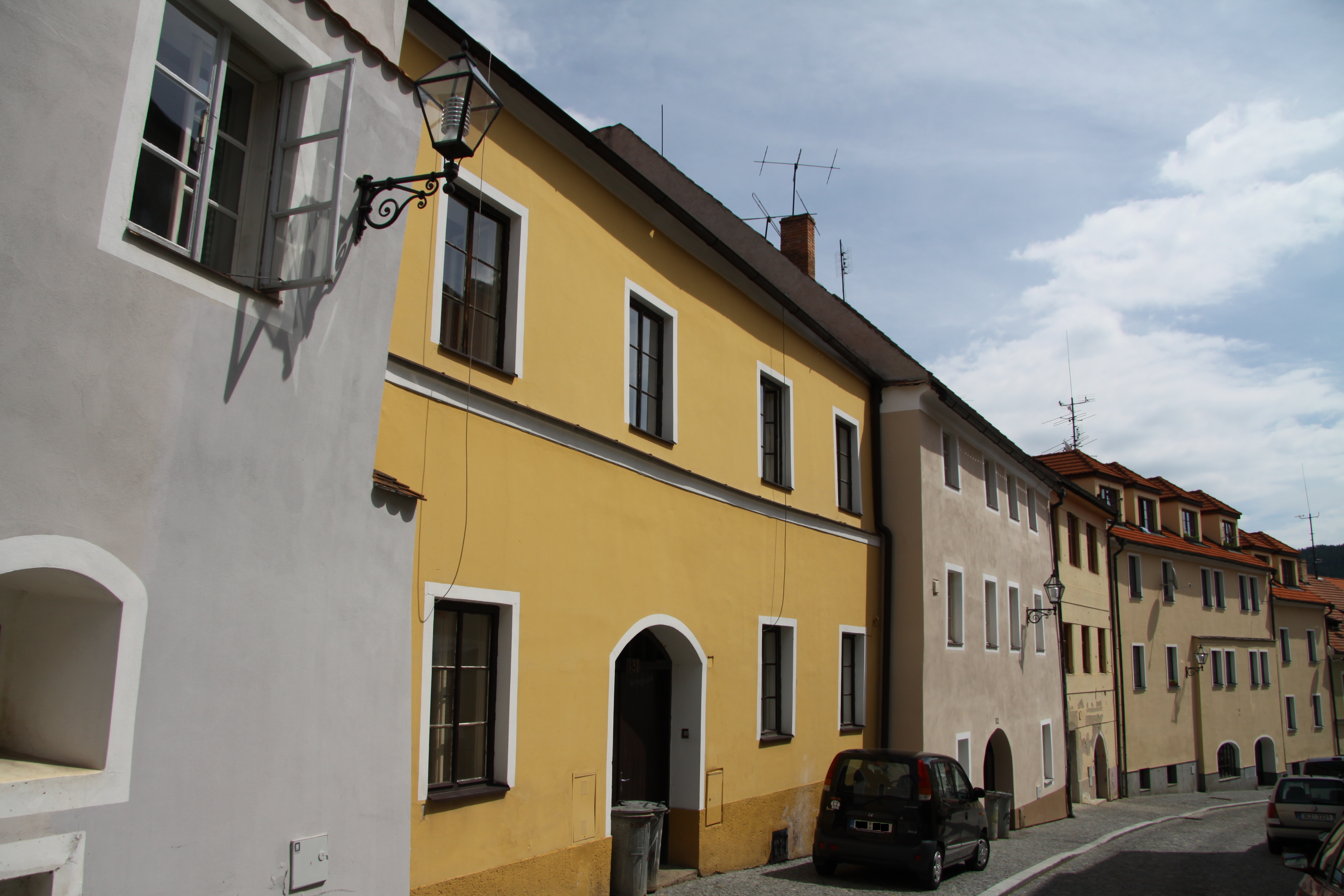
Neumannova ulice v Prachaticích – detail
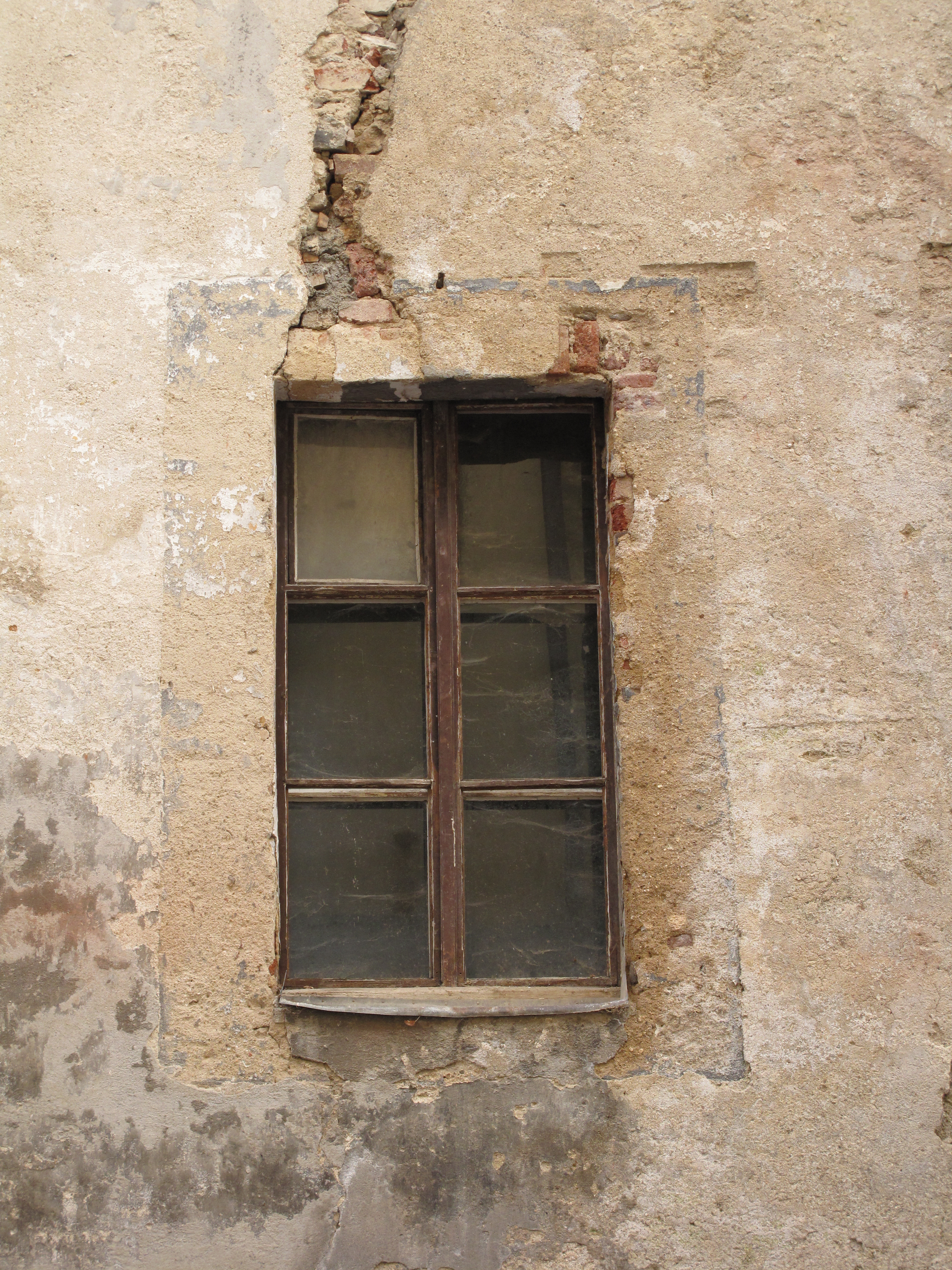
Neumannova ulice v Prachaticích – detail domu Klášterní čp. 181
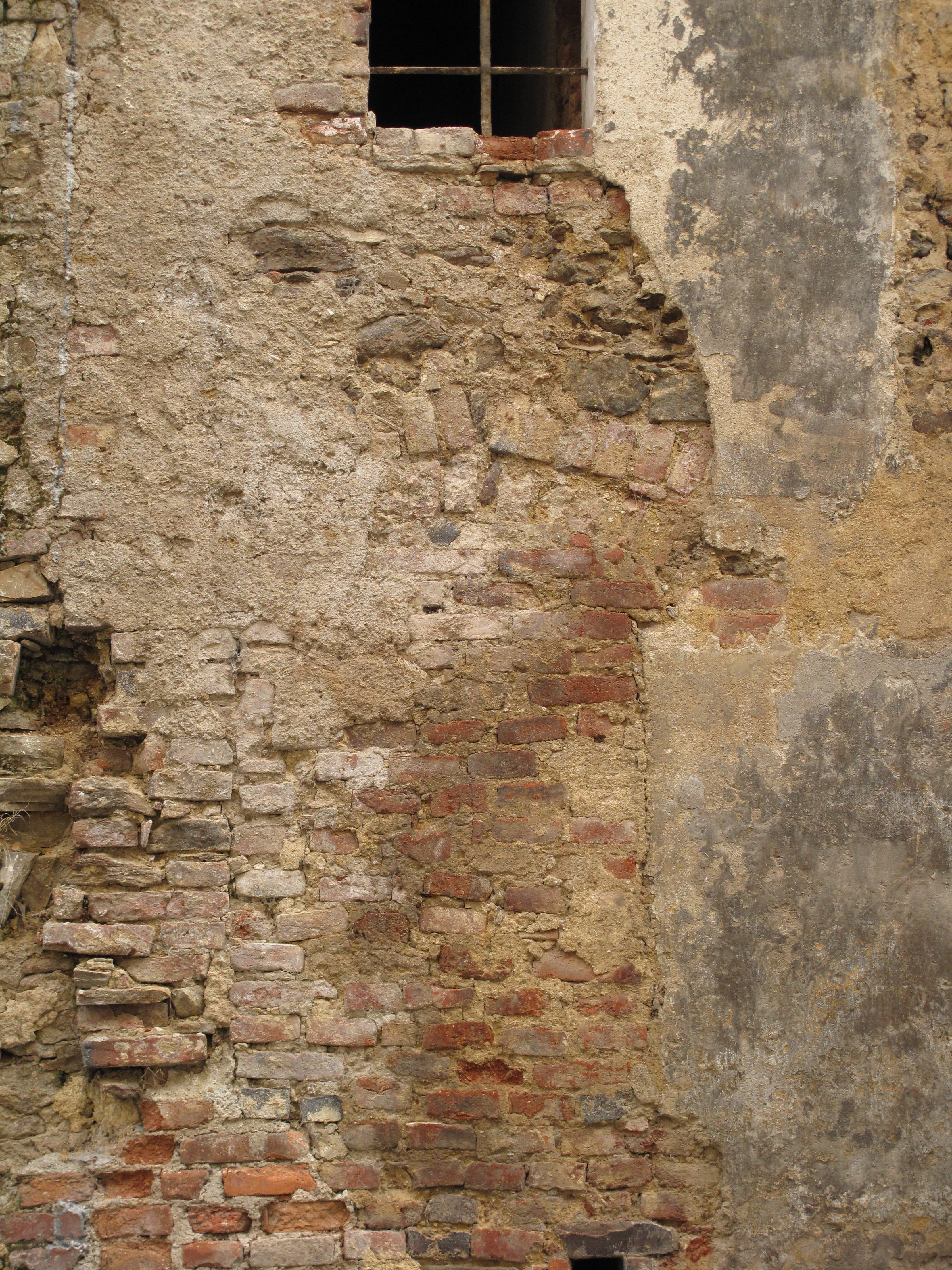
Neumannova ulice v Prachaticích – detail domu Klášterní čp. 181
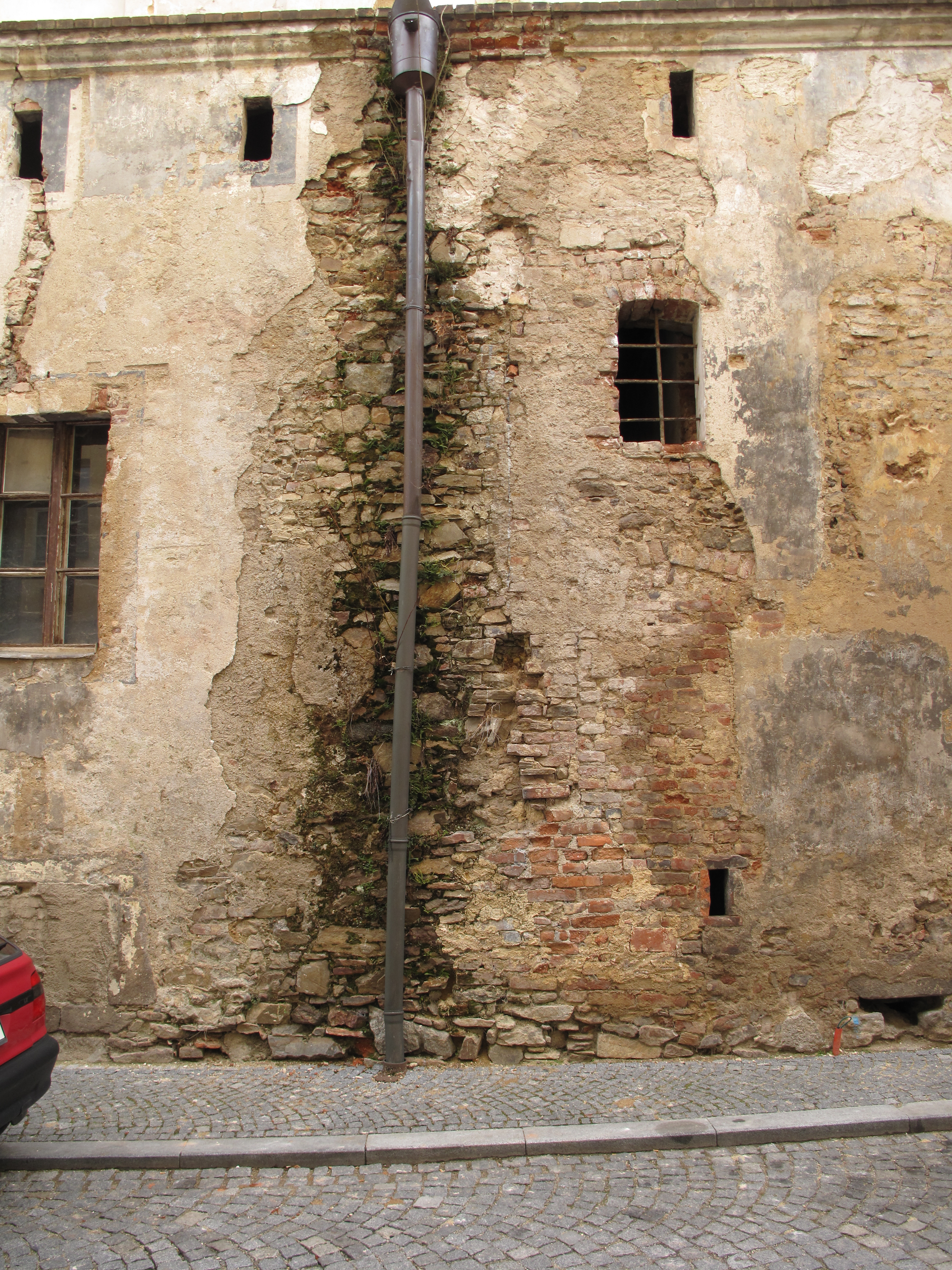
Neumannova ulice v Prachaticích – detail domu Klášterní čp. 181
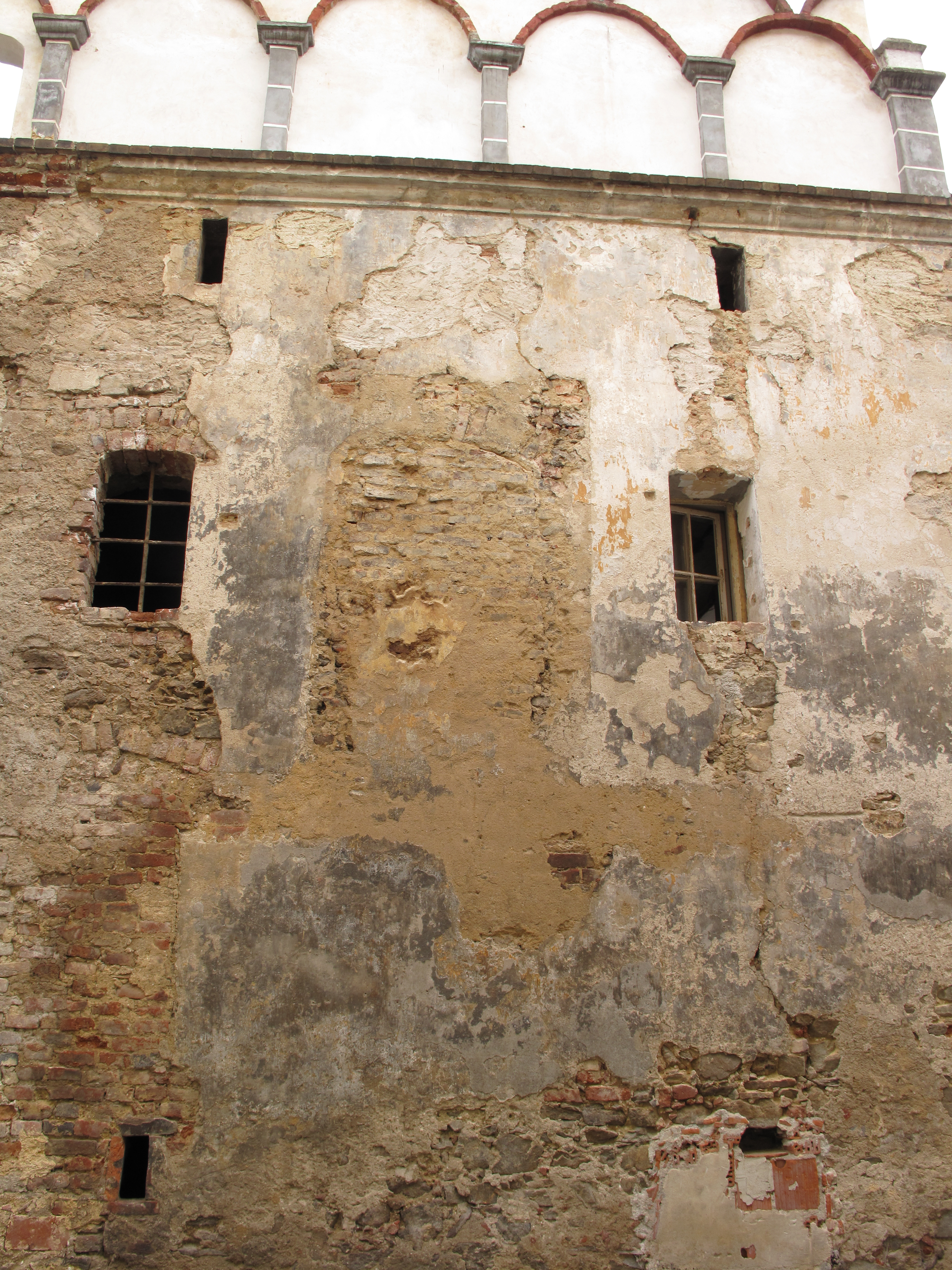
Neumannova ulice v Prachaticích – detail domu Klášterní čp. 181
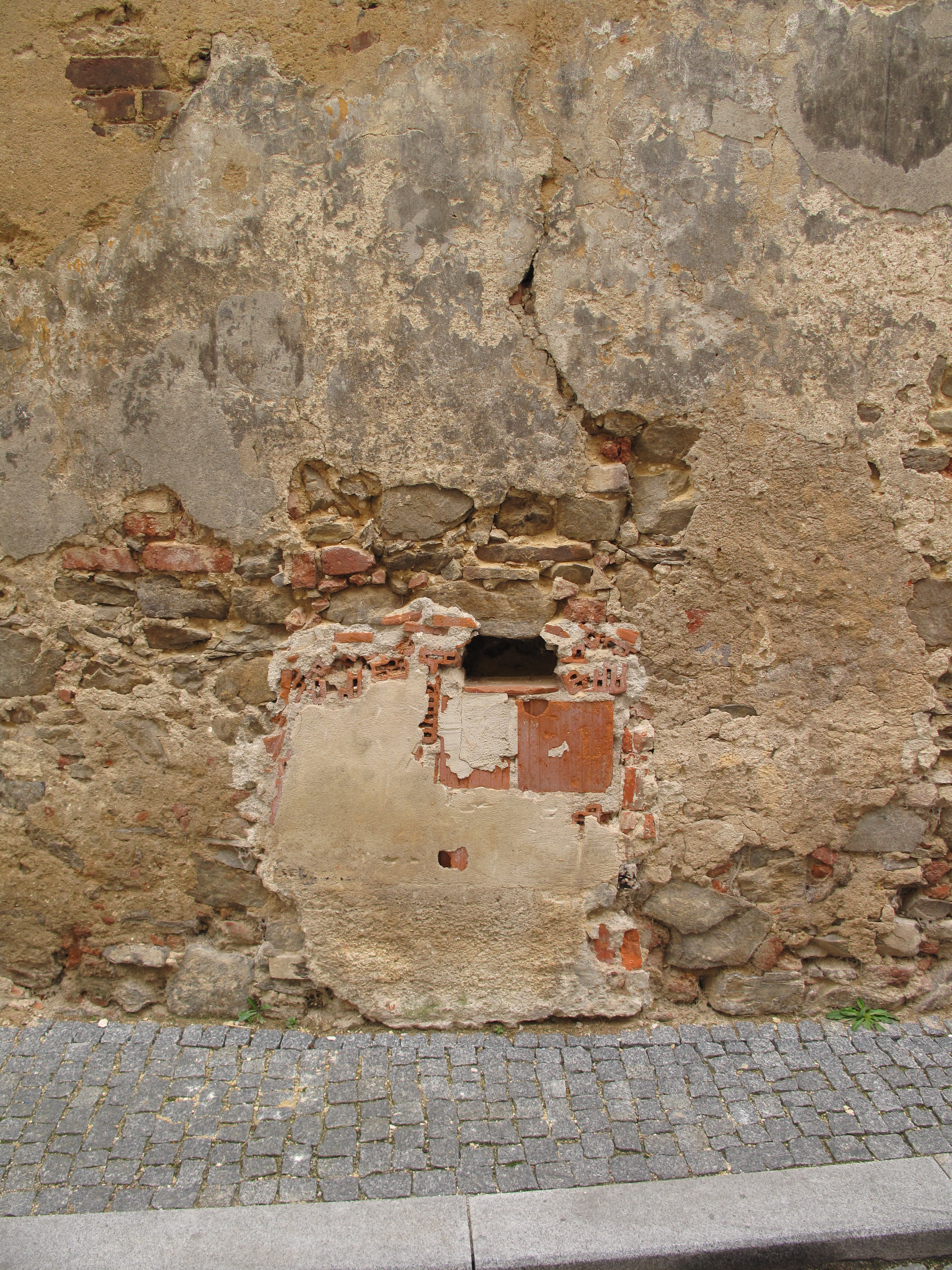
Neumannova ulice v Prachaticích – detail domu Klášterní čp. 181
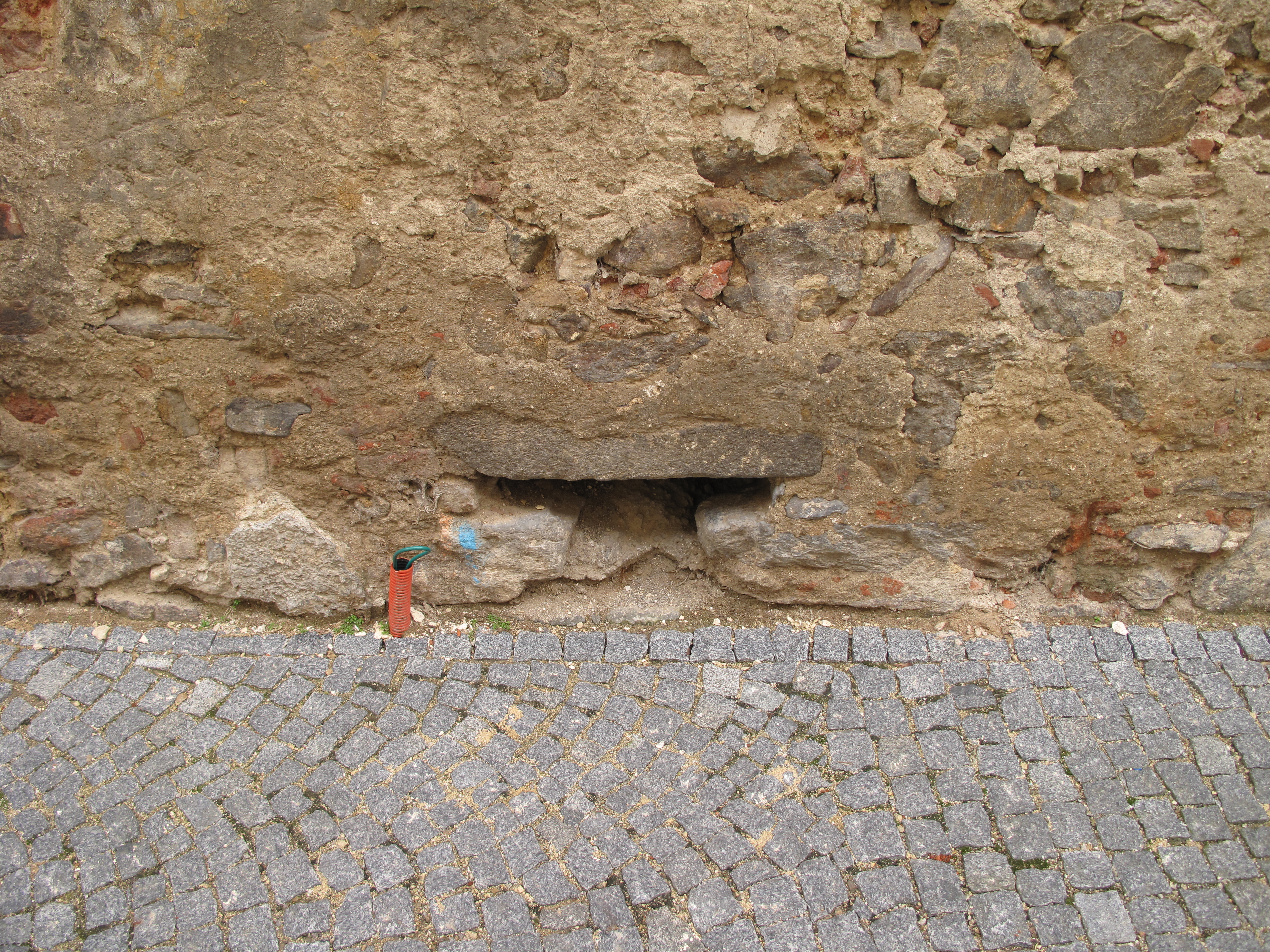
Neumannova ulice v Prachaticích – detail domu Klášterní čp. 181

### Domy v Neumannově ulici

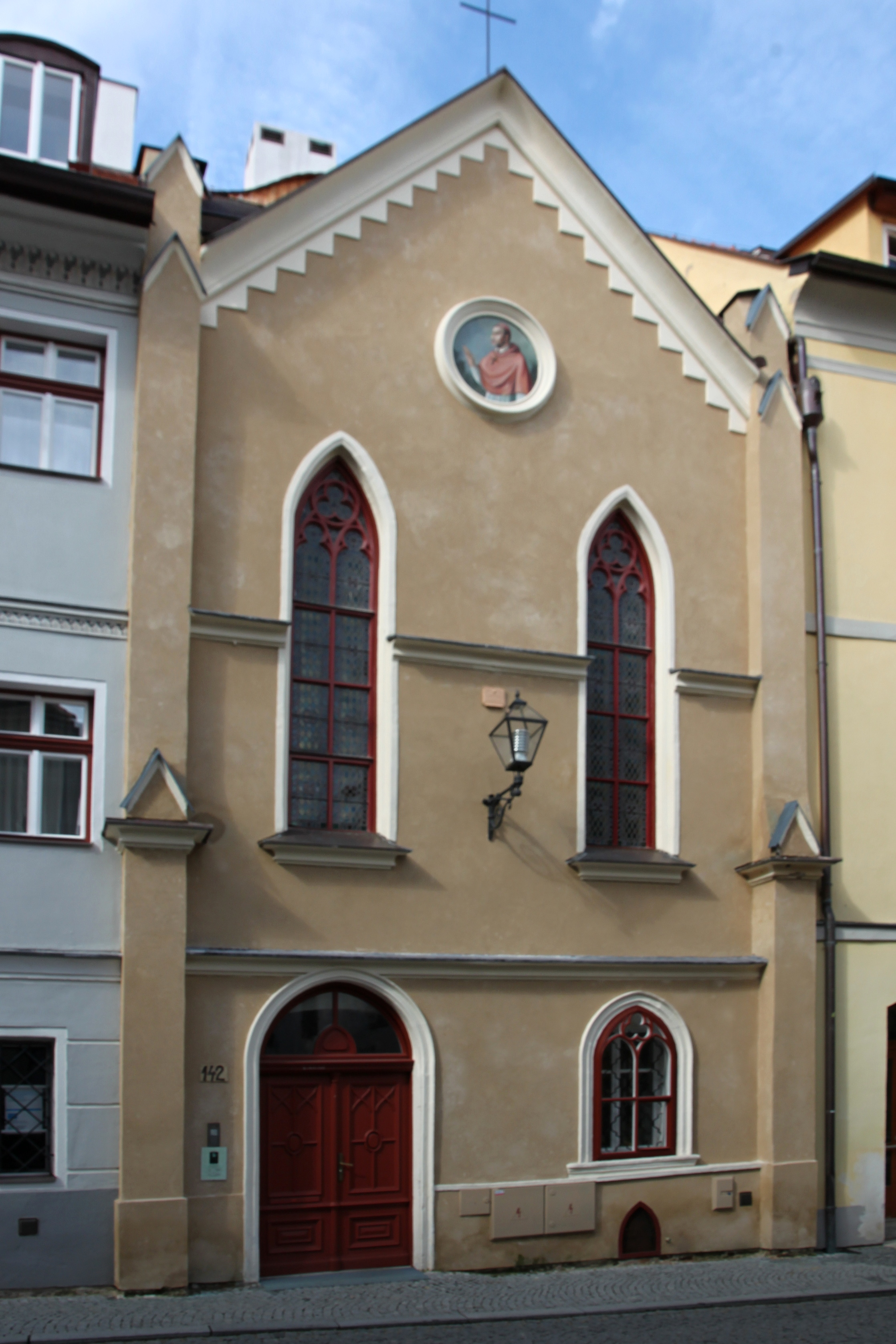
Prachatice, Neumannova č. 142
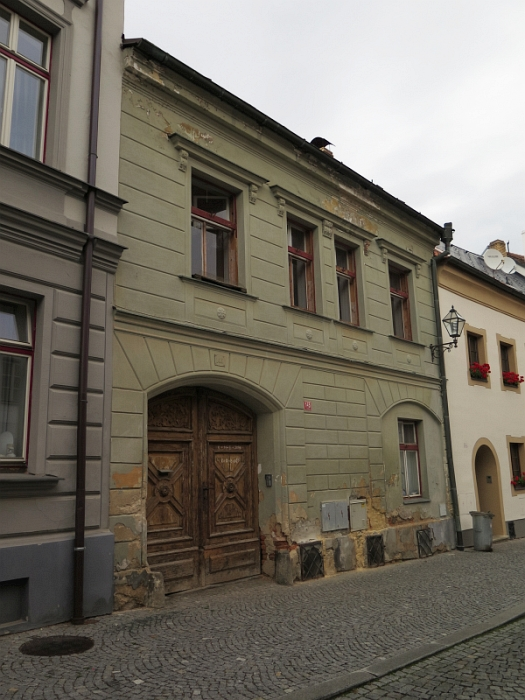
Prachatice, Neumannova čp. 145
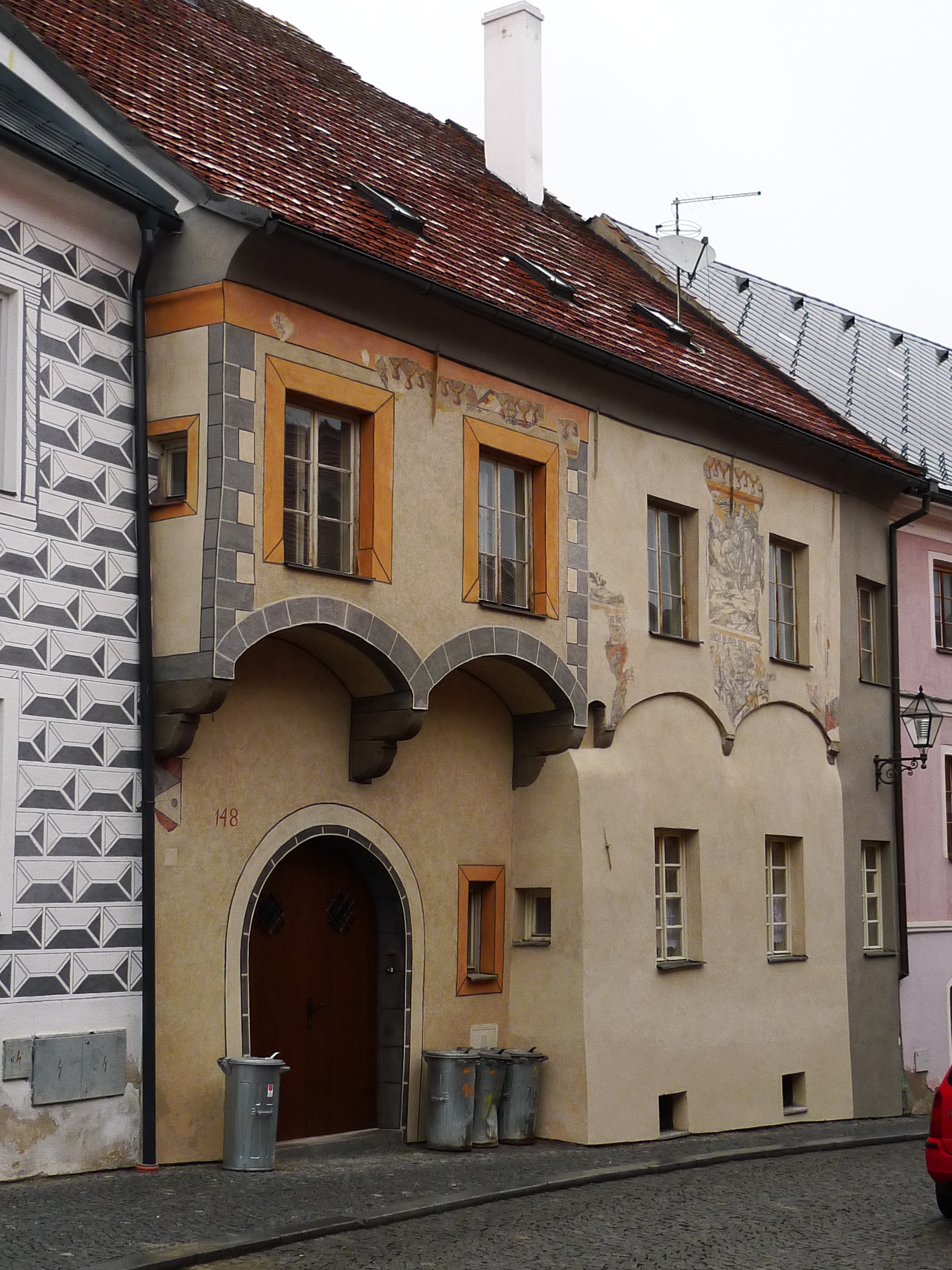
Prachatice, Neumannova čp. 148